# Puente-Sifón Santa Eulalia
El puente-sifón Santa Eulalia es una infraestructura construida sobre el río Odiel que permite la salida y entrada de la ciudad de Huelva a través del río y las diferentes islas sobre las que pasa hacia Corrales. Su estructura sustenta asimismo una serie de tuberías de agua con destino a la ciudad y del Polo Químico de Promoción y Desarrollo de Huelva. Con sus más de 2.000 metros fue durante varios años considerado el puente más largo de toda España.

## Historia
Su origen data de la necesidad de suministrar agua a la zona industrial ante su ingente demanda. Para ello se estimó que resultaría más adecuado realizar una acometida en acueducto sobre el río que bajo este. Así, el puente era una instalación más de todas las que permitían agilizar los suministros entre el puerto y el exterior. Fue construido en 1969, siendo inaugurado el puente-sifón por el entonces ministro Federico Silva Muñoz. Hasta ese momento la conexión más directa entre Huelva y Corrales se realizaba a través de un embarcadero de canoas situado junto a la estación de Puntal de la Cruz.
En 1993 se abrió un segundo puente paralelo a este aunque dedicado únicamente al paso de vehículos. Cerrado el primitivo durante algunos años, la ingente densidad de tráfico en la zona obligó a que fuese abierto al tráfico compartiendo espacio con un carril para bicicletas. En la actualidad suministra agua a gran parte de la Comarca metropolitana de Huelva (Huelva, Palos de la Frontera, Moguer y San Juan del Puerto) además de al polo químico y a diferentes agrupaciones de regantes. También ha aportado agua a barcos con destino a Ceuta o Cádiz en épocas de sequía.